# Sharonov (cráter marciano)

Cráter Sharonov (imagen diurna THEMIS)

Sharonov es un cráter de impacto perteneciente al cuadrángulo Lunae Palus de Marte, localizado en las coordenadas 27.3 norte de latitud y 301.5 este de longitud. Tiene 100,0 kilómetros de diámetro y debe su nombre al astrónomo ruso Vsévolod Sharónov (1901-1964).

|  |  |

Sharonov Está situado dentro del sistema de drenaje del canal Kasei Valles, cuyo flujo fue dividido en dos ramas principales por la presencia del cráter.